# Desperation
Desperation è un romanzo horror scritto da Stephen King e pubblicato nel 1996 in contemporanea con un altro romanzo dello stesso autore, I vendicatori, firmato con lo pseudonimo Richard Bachman, che non veniva utilizzato da oltre un decennio.
I due romanzi "gemelli" condividono gran parte dei nomi dei personaggi, anche se le età e le relazioni di parentela sono diverse. Le copertine dei due libri, opera di Mark Ryden, costituiscono due parti di un'unica immagine.

## Trama
Collie Entragian, agente di polizia di Desperation, sperduto paese minerario del Nevada, con dei pretesti ferma alcune persone in transito sulla deserta strada statale. La famiglia Carver, a bordo di un camper, viene fermata con una banda chiodata posata sulla strada. Peter e Mary Jackson, diretti a New York, vengono fermati per un controllo e trovati in possesso di marijuana. Johnny Marinville, autore in cerca di ispirazione, viene anche lui fermato, picchiato e trascinato in prigione. I prigionieri si accorgono presto di alcune stranezze: il poliziotto sembra poter comunicare con la fauna locale ed il suo corpo è in rapido disfacimento. Grazie all'aiuto di David Carver, un bambino particolare che comunica con Dio, i prigionieri riescono ad evadere e si accorgono che Entragian ha ucciso tutti gli abitanti di Desperation, nonché tutti i dipendenti della locale miniera.
Pian piano si capisce che proprio dalla miniera si è sprigionata una forza malvagia, di nome Tak, la quale per agire deve impossessarsi del corpo di una persona, e che era proprio quest'entità a controllare il corpo di Entragian, mentre il poliziotto catturava i malcapitati viaggiatori. Tuttavia Tak non può albergare per molto tempo in un corpo ed è costretto a cambiarlo. Anche subito se questo presenta malattie che con la presenza di Tak accelerano il suo disfacimento. Il gruppo, guidato da David Carver, ingaggia dunque una lotta contro Tak.

## Curiosità
Il romanzo ha ispirato nel 2006 una pellicola diretta da Mick Garris, il quale aveva già portato sullo schermo altre storie dello scrittore (L'ombra dello scorpione, I sonnambuli).

## Riferimenti ad altre opere dell'autore
- Cynthia Smith, l'eccentrica autostoppista, è un membro dell'associazione per donne maltrattate "Figlie e Sorelle", nel romanzo Rose Madder.
- All'interno del libro viene citata per due volte l'opera di King Misery.
- Vi è un breve riferimento ai tommyknockers, che compaiono nel romanzo Le creature del buio.

## Edizioni
- Stephen King, Desperation, traduzione di Tullio Dobner, Sperling & Kupfer, 1997,  p. 608, ISBN 88-200-2363-6.